# 韦筹
韋籌（?—?），唐朝政治人物。

## 生平
生平不詳。唐文宗大和二年（828年）戊申科狀元，主考官是禮部侍郎崔郾。同榜者還有詩人杜牧等。其事蹟失考，唯溫庭筠有《題韋籌博士草堂》一詩。